# Râul Scurta
Râul Scurta este un afluent, pe stânga, al râului Șercaia.  

## Hărți
- Harta județul Brașov
- Harta munții Perșani  Arhivat în 13 iunie 2008, la Wayback Machine.